# 林命
林命（1517年—？），字子順，號梅墩、陽溪，福建建寧府建安縣人，民籍，明朝政治人物。

## 生平
嘉靖二十八年（1549年）己酉科福建鄉試第二十四名舉人。嘉靖三十二年（1553年）中式癸丑科會試第三百六十名，三甲第一百八十五名進士。吏部观政，授应天府溧阳知县，三十九年（1560年）起复补金坛县。四十年九月选授工科给事中，四十二年四月升吏科右，五月升工科左，四十三年升礼科都，四十四年二月升湖广左参政，隆慶二年（1568年）九月升广东按察使，五年正月考察不謹閑住。左遷金華府推官，量移南部，遂解組歸。所著有《正氣録》十卷、《春秋訂疑》十二卷、《陽溪堂集》十六卷。

## 家族
曾祖林孟宣，壽官；祖父林溶，壽官；父林愷，教諭。母師氏。兄林青、林翠（生员）、弟林常。